# Annika Carlunger
Annika Carlunger es una deportista sueca que compite en vela en la modalidad de match race. Ganó tres medallas en el Campeonato Mundial de Match Race Femenino entre los años 2014 y 2024.

## Palmarés internacional
| Campeonato Mundial | Campeonato Mundial     | Campeonato Mundial | Campeonato Mundial |
| Año                | Lugar                  | Medalla            | Clase              |
| ------------------ | ---------------------- | ------------------ | ------------------ |
| 2014               | Cork (Irlanda)         | Medalla de oro     | Match race         |
| 2023               | Middelfart (Dinamarca) | Medalla de plata   | Match race         |
| 2024               | Yeda (Arabia Saudita)  | Medalla de bronce  | Match race         |